# Giải vô địch bóng đá U-16 Đông Nam Á 2008
Giải vô địch bóng đá U-16 Đông Nam Á 2008 (AFF U-16 Youth Championship 2008) là giải bóng đá lần thứ nhất giữa các đội tuyển bóng đá dưới 16 tuổi các quốc gia Đông Nam Á do Liên đoàn bóng đá Đông Nam Á tổ chức tại Jakarta, Indonesia từ ngày 9 tháng 7 đến ngày 19 tháng 7 năm 2008.
Tham gia giải có ba đội thành viên là Indonesia, Malaysia, Singapore, một đội khách mời là Bahrain, một đội thành viên không chính thức là Úc.

## Địa điểm thi đấu
- Sân vận động Lebak Bulus, Jakarta, Indonesia

## Vòng bảng
Năm đội tuyển đấu vòng tròn 1 lượt chọn 2 đội xếp đầu vào trận chung kết và hai đội xếp thứ ba và thứ tư đá trận tranh giải 3.
|  | Đội bóng đá trận chung kết |  | Đội bóng đá trận tranh hạng ba |

| Đội       | Số trận | Thắng | Hòa | Thua | Bàn thắng | Bàn thua | Hiệu số | Điểm |
| --------- | ------- | ----- | --- | ---- | --------- | -------- | ------- | ---- |
| Úc        | 4       | 3     | 1   | 0    | 13        | 3        | +10     | 10   |
| Bahrain   | 4       | 2     | 1   | 1    | 5         | 3        | +2      | 7    |
| Malaysia  | 4       | 2     | 1   | 1    | 6         | 5        | +1      | 7    |
| Singapore | 4       | 0     | 2   | 2    | 2         | 5        | −3      | 2    |
| Indonesia | 4       | 0     | 1   | 3    | 1         | 11       | −10     | 1    |

| Úc                            | 2 – 1             | Bahrain   |
| ----------------------------- | ----------------- | --------- |
| Ibrahim 34' · Lum 88' (ph.đ.) | Report 1 Chi tiết | Saeed 20' |

| Singapore                 | 0 – 2    | Malaysia                                              |
| ------------------------- | -------- | ----------------------------------------------------- |
| Mohamad Firman Mohd Hanif | Chi tiết | Gary Steven Robbat 33' · Mohammad Aminuddin Samki 81' |

| Bahrain | 1 – 0    | Singapore              |
| ------- | -------- | ---------------------- |
| Ali ?'  | Chi tiết | Muhammad Shahfiq Ghani |

| Indonesia | 0 – 6    | Úc                                                                                                 |
| --------- | -------- | -------------------------------------------------------------------------------------------------- |
|           | Chi tiết | Hamill 15' · Bulut 25' · Yabio 32' · Muhammad Abduh Lestaluhu 48' (l.n.) · Ibrahim 57' · Costa 83' |

| Úc                                | 4 – 1    | Malaysia           |
| --------------------------------- | -------- | ------------------ |
| Ibrahim 51', 55' · Bulut 83', 90' | Chi tiết | D. Saarvindran 62' |

| Bahrain                   | 2 – 0    | Indonesia |
| ------------------------- | -------- | --------- |
| Ishaq 34' · Aldakheel 62' | Chi tiết |           |

| Malaysia                                         | 2 – 0    | Indonesia |
| ------------------------------------------------ | -------- | --------- |
| Ahmad Fauzan Yahya 67' · Mohamed Amer Saidin 88' | Chi tiết |           |

| Singapore                   | 1 – 1    | Úc        |
| --------------------------- | -------- | --------- |
| Muhammad Muhaymin Salim 46' | Chi tiết | Bulut 42' |

| Indonesia  | 1 – 1    | Singapore                  |
| ---------- | -------- | -------------------------- |
| Agamal 57' | Chi tiết | Muhammad Muhaymin Salim 3' |

| Malaysia               | 1 – 1    | Bahrain       |
| ---------------------- | -------- | ------------- |
| Ahmad Fauzan Yahya 15' | Chi tiết | Aldakheel 90' |

## Đấu loại trực tiếp

### Tranh hạng ba
| Malaysia                                                      | 3 – 0    | Singapore |
| ------------------------------------------------------------- | -------- | --------- |
| D. Saarvindran 29' · Sabri Sahar 64' · Iffi Afinaz Ismail 80' | Chi tiết |           |

### Chung kết
| Úc                                                           | 1 – 1 (s.h.p.) | Bahrain                                                                          |
| ------------------------------------------------------------ | -------------- | -------------------------------------------------------------------------------- |
| Marc Warren 87'                                              | Chi tiết       | Ali Muneer Redha 44'                                                             |
| Loạt sút luân lưu                                            |                |                                                                                  |
| unknown other penalty kickers · Brendan Hamill · Kerem Bulut | 5 – 4          | unknown other penalty kickers · Salman Ahmed Aldakheel · Abdulla Khalifa Mohamed |

## Đội vô địch
| Vô địch cúp bóng đá U-16 Đông Nam Á 2008 Úc Lần đầu tiên |

## Cầu thủ ghi bàn
| 4 bàn - Kamal Ibrahim - Kerem Bulut 2 bàn - Salman Ahmed Aldakheel - Muhammad Muhaymin Salim - D. Saarvindran - Ahmad Fauzan Yahya 1 bàn - Joseph Costa - Brendan Hamill - Jared Lum - Marc Warren - Tedros Alemaw Yabio | 1 bàn - Sayed Dhiya Saeed - Ahmed Isa Ali - Hasan Ahmed Ishaq - Ali Muneer Redha - Fahreza Agamal - Garry Steven Robbat - Mohammad Aminuddin Samki - Mohamed Amer Saidin - Sabri Sahar - Iffi Afinaz Ismail Ghi bàn vào lưới nhà: - Muhammad Abduh Lestaluhu (cho Úc) |

## Vua phá lưới
- Kamal Said Ibrahim (4 bàn)
- Bản mẫu:Cflagicon Kerem Bulut (4 bàn)